# کوروتویاک (سرزمین آلتای)
کوروتویاک (به لاتین: Korotoyak) یک منطقهٔ مسکونی در روسیه است که در سرزمین آلتای واقع شده‌است.